# Free Solo (Film)
Free Solo ist ein Dokumentarfilm von Jimmy Chin und Elizabeth Chai Vasarhelyi, der am 31. August 2018 im Rahmen des Telluride Film Festivals erstmals gezeigt wurde. Im Rahmen der Oscarverleihung 2019 wurde Free Solo als bester Dokumentarfilm ausgezeichnet.

## Inhalt
In Free Solo steigt der Kletterer Alex Honnold ohne Seil und ohne Sicherungen durch die bis zu 1000 Meter hohen Granitwand El Capitan im Yosemite National Park. Der Film zeigt auch die Vorbereitungen des  Unternehmens.
Der Titel des Films bezieht sich auf Free Solo, die Begehung einer Kletterroute im Alleingang unter Verzicht auf Sicherungsmittel.

## Produktion

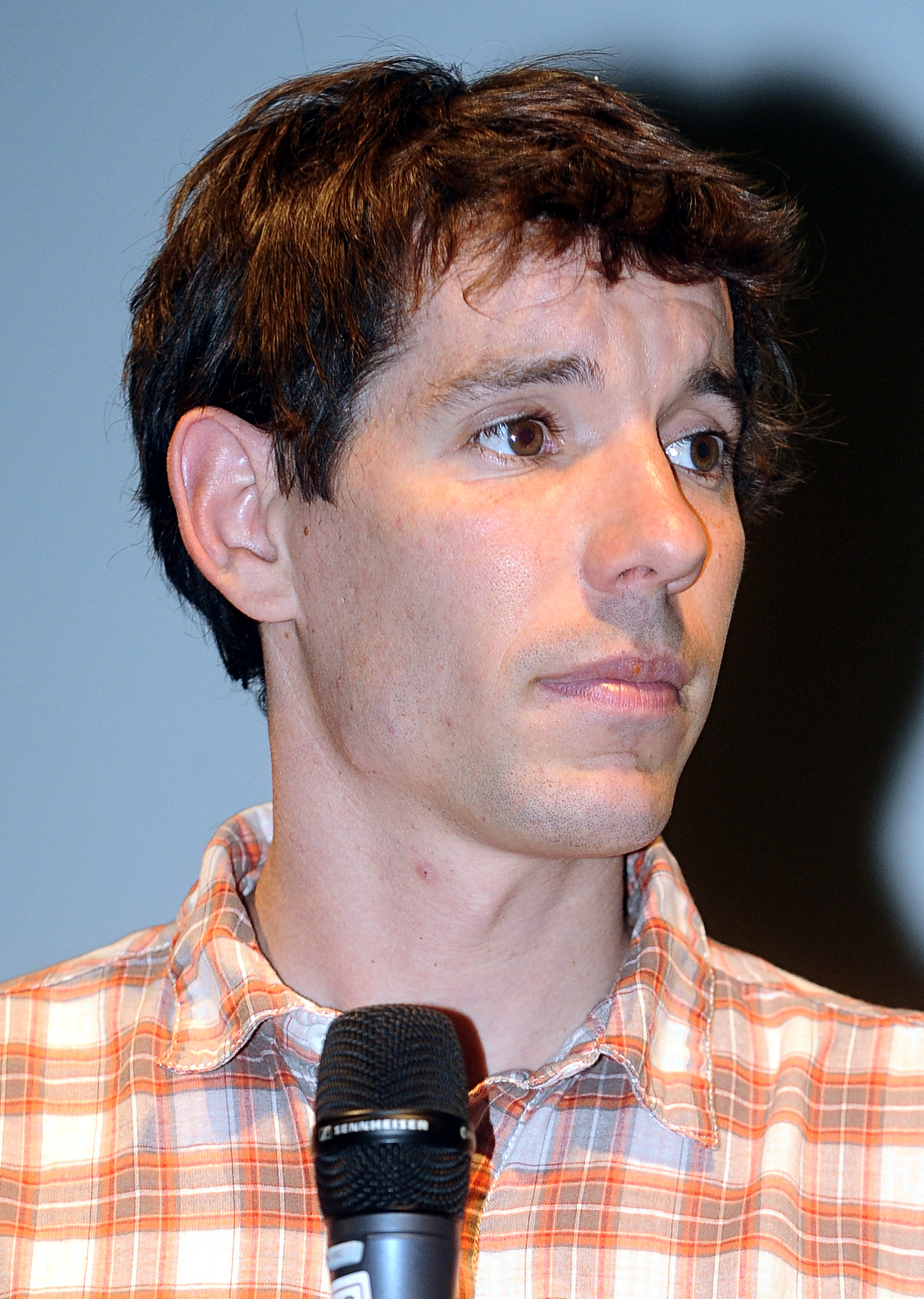
Der Freikletterer Alex Honnold

Der Kameramann Jimmy Chin dokumentierte Alex Honnolds Bezwingung des El Capitan im Alleingang. Weitere beteiligte Kameraleute waren Matt Clegg, Clair Popkin und Mikey Schaefer. Den Filmschnitt übernahm Bob Eisenhardt.
Die Filmmusik komponierte Marco Beltrami.
Der Film feierte am 31. August 2018 im Rahmen des Telluride Film Festivals seine Premiere. Am 28. September 2018 kam der Film in ausgewählte US-amerikanische Kinos. Ein Kinostart in Deutschland erfolgte am 21. März 2019.

## Rezeption

### Kritiken und Einspielergebnis
Der Film konnte bislang 97 Prozent aller Kritiker bei Rotten Tomatoes überzeugen und erhielt hierbei eine durchschnittliche Bewertung von 8,2 der möglichen 10 Punkte.
Der Film-Dienst bewertete den Film mit vier von fünf möglichen Sternen und bescheinigte ihm eine „formale Brillanz“, durch die er zugleich auch „eine Eloge auf die einzigartige Erlebniskraft des Kinos“ sei. In der Zeitschrift epd Film erhielt der Film drei von fünf möglichen Sternen, die Autorin Barbara Schweizerhof hob die „Vielgestalt der Probleme“ hervor, „die hier wie beiläufig zur Sprache kommen“ und den Film „viel einprägsamer als vergleichbare Bergsteigerdokus“ machten. Sie bezieht das etwa auf die vielen Probeaufstiege und den Einfluss der Anwesenheit der Kameras auf Honnolds Kletterei.
Peter Osteried von der Arbeitsgemeinschaft Kino schreibt, Free Solo verstehe es, dem Zuschauer ein Gefühl davon zu vermitteln, wieso der Extremsportler macht, was er macht: „Man glaubt gerne, dass man sich in diesen Momenten an der Wand dem Leben näher als je zuvor fühlt, oder sich selbst für größer als das Leben hält, wenn man absolute Perfektion erreicht, die notwendig ist, um einen solchen Aufstieg zu überstehen. Aber der Film unterschlägt auch nicht, dass Free-Solo-Kletterer oftmals nicht alt werden. Viele sind durch Abstürze ums Leben gekommen.“ So wie Alex Honnold sich dem Ruf des Bergs nicht entziehen kann, könne sich der Zuschauer wiederum nicht der Wirkung dieses Films entziehen. Die Aufnahmen vom Kletterer an der Wand seien atemberaubend, so Osteried weiter, und manche Einstellungen verursachten gar ein mulmiges Gefühl, so als Hon[n]old beginnt, die gefährlichen Passagen des El Capitan ohne Sicherung zu besteigen, was spannender und aufregender als bei jedem noch so guten Thriller sei.
Die Einnahmen des Films aus Kinovorführungen in den USA und Kanada belaufen sich bislang auf rund 17,5 Millionen US-Dollar, weltweit auf etwa 24 Millionen US-Dollar (Stand jeweils 2. Mai 2019).

### Auszeichnungen (Auswahl)
Es folgt eine Auswahl von Auszeichnungen und Nominierungen, die der Film erhalten hat:
British Academy Film Awards 2019
- Auszeichnung als Bester Dokumentarfilm (Elizabeth Chai Vasarhelyi und Jimmy Chin)

Cinema Audio Society Awards 2019
- Auszeichnung in der Kategorie Motion Picture – Documentary[10]

Critics’ Choice Documentary Awards 2018
- Nominierung für die Beste Regie (Jimmy Chin und Elizabeth Chai Vasarhelyi)
- Auszeichnung als Bester Sportdokumentarfilm
- Auszeichnung als Most Compelling Living Subject (Alex Honnold)
- Auszeichnung als Most Innovative Documentary
- Auszeichnung für die Beste Kamera (Jimmy Chin, Clair Popkin, Mikey Schaefer)
- Nominierung für den Besten Filmschnitt[11]

Eddie Awards 2019
- Auszeichnung in der Kategorie Bester Filmschnitt – Dokumentarfilm (Bob Eisenhardt)[12]

Golden Reel Awards 2019
- Auszeichnung in der Kategorie Outstanding Achievement in Sound Editing – Feature Documentary[13]

Golden Trailer Awards 2019
- Auszeichnung für den Besten Trailer eines Dokumentarfilms
- Auszeichnung für den Besten TV-Spot eines Dokumentarfilms
- Auszeichnung für das Beste Filmposter eines Dokumentarfilms
- Nominierung für die Innovativste Werbung eines Spielfilms[14]

International Documentary Association Awards 2018
- Nominierung als Bester Dokumentarfilm
- Nominierung für die Beste Kamera[15]

MTV Movie & TV Awards 2019
- Nominierung als Best real-life hero (Alex Honnold)[16]

National Board of Review Awards 2018
- Aufnahme in die Top 5 Documentaries[17]

Online Film Critics Society Awards 2019
- Nominierung als Bester Dokumentarfilm[18]

Oscarverleihung 2019
- Auszeichnung als Bester Dokumentarfilm[19]

Producers Guild of America Awards 2019
- Nominierung als Bester Dokumentarfilm (Elizabeth Chai Vasarhelyi, Jimmy Chin, Evan Hayes, Shannon Dill)[20]

Satellite Awards 2018
- Nominierung als Bester Dokumentarfilm[21]